# Mindanaomarkduva
Mindanaomarkduva (Gallicolumba crinigera) är en fågel i familjen duvor inom ordningen duvfåglar.

## Utseende och läte
Mindanaomarkduvan är en medelstor (30 cm), kortstjärtad och marklevande duva. Centralt på det vita bröstet syns en stor blodröd fläck. Den är vidare glänsande bronsgrön på nacke, mantelns övre del och bröstsidorna, medan resten av ovansidan är mörkt kastanjebrun med breda grå band över vingtäckarna. På buken är den beigefärgad, mot undergumpen gräddvit. Lätet tros vara ett upprepat "woo-oo".

## Utbredning och systematik
Mindanaomarkduva delas in i tre underarter med följande utbredning:
- Gallicolumba crinigera leytensis – förekommer på Filippinerna (Samar, Leyte och Bohol)
- Gallicolumba crinigera crinigera – förekommer på södra Filippinerna (Mindanao och Dinagat)
- Gallicolumba crinigera bartletti – förekommer på Basilan (sydöstra Filippinerna)

## Status
Arten är fåtalig och tros minska i antal till följd av habitatförlust. Internationella naturvårdsunionen IUCN kategoriserar den därför som sårbar.

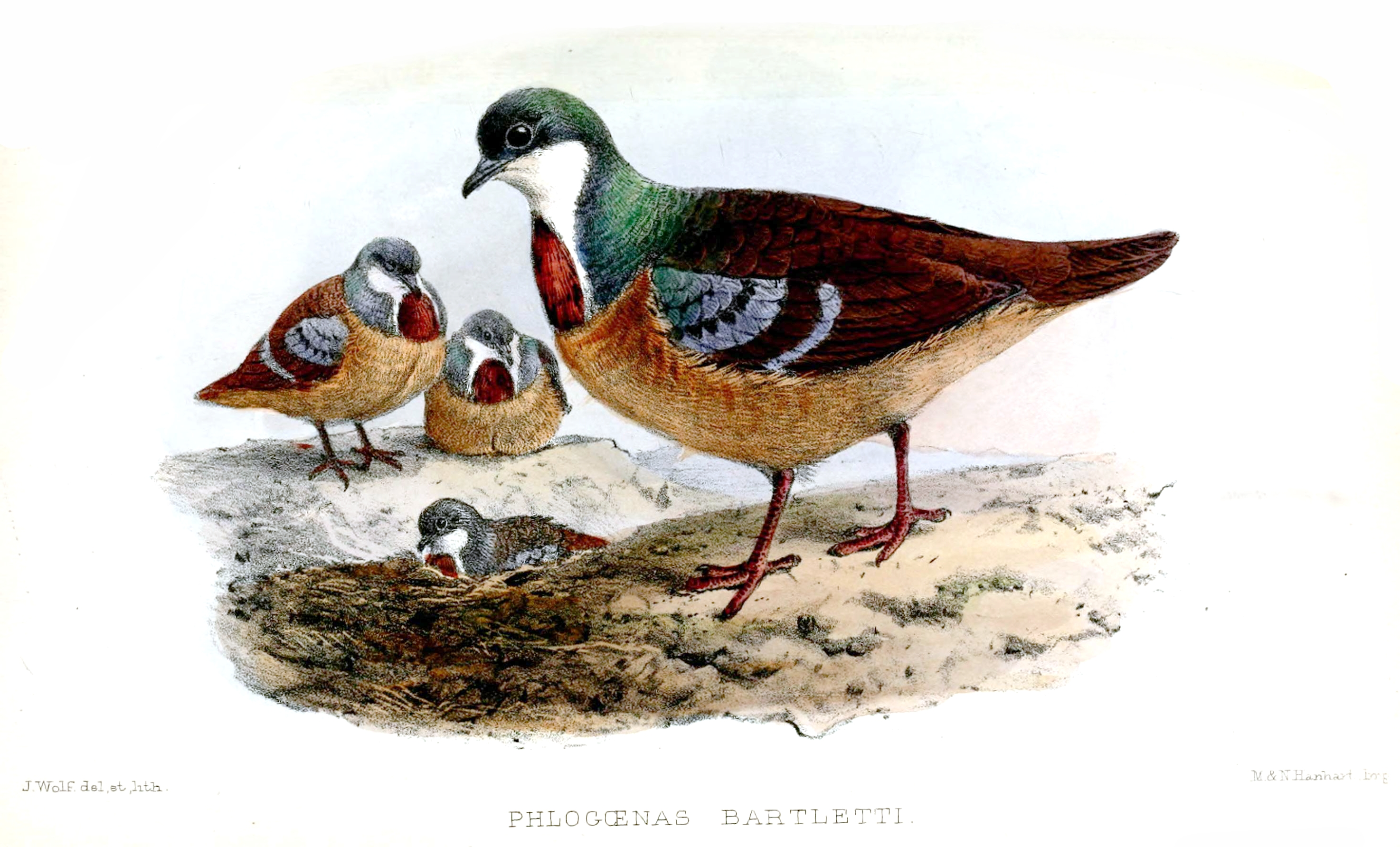